# سد اگوامیلپا
سد اگوامیلپا (به اسپانیایی: Presa Aguamilpa) یک سد و منطقهٔ مسکونی در مکزیک است که در Tepic Municipality واقع شده‌است.